# Großsteingrab Kildegård
Das Großsteingrab Kildegård ist eine megalithische Grabanlage der jungsteinzeitlichen Nordgruppe der Trichterbecherkultur im Kirchspiel Uggeløse in der dänischen Kommune Allerød.

## Lage
Das Grab liegt südlich von Lynge Overdrev auf dem Gelände des Scandinavian Golf Club, wenige Meter westlich eines südlichen Abzweigs des Oldvej. In der näheren Umgebung gibt bzw. gab es zahlreiche weitere megalithische Grabanlagen.

## Forschungsgeschichte
In den Jahren 1874, 1890, 1942 und 1963 führten Mitarbeiter des Dänischen Nationalmuseums Dokumentationen der Fundstelle durch. Eine weitere Dokumentation erfolgte 1982 durch Mitarbeiter der Forst- und Naturbehörde.

## Beschreibung

### Architektur
Die Anlage besitzt eine nord-südlich orientierte trapezförmige Hügelschüttung, über deren Maße leicht unterschiedliche Angaben vorliegen. Der Bericht von 1942 nennt eine Länge von 16 m und eine Breite von 12 m. Der Bericht von 1963 nennt eine Länge von 15 m, eine Breite von 11 m am Nordende und 7 m am Südende sowie eine Höhe zwischen 1,5 m und 2 m. Von der Umfassung sind fünf Steine an der westlichen Langseite, drei Steine an der nördlichen Schmalseite und ein Stein am Nordende der östlichen Langseite erhalten. Zudem liegen auf dem Nordteil des Hügels drei gesprengte Steine.
Am Südende des Hügels befindet sich eine Grabkammer. Sie ist ost-westlich orientiert und hat eine Länge von 2 m, eine Breite von 1,5 m sowie eine Höhe von 1,3 m. Die Kammer besteht aus zwei Wandsteinen an der nördlichen und einem Wandstein an der südlichen Langseite sowie einem Abschlussstein an der östlichen und vermutlich einem kleineren Stein an der westlichen Schmalseite. Die Decksteine fehlen. Zum genauen Grabtyp gibt es widersprüchliche Angaben. Der Bericht von 1963 spricht von einem Dolmen mit einem Zugang im Süden. Dies wurde auch von Klaus Ebbesen übernommen. Mit einem Zugang an einer Langseite wäre die Kammer aber eigentlich als Ganggrab anzusprechen. Als solches wird sie auch im Bericht von 1942 geführt.

### Funde
Gemäß dem Bericht von 1890 wurden in der Grabkammer Keramikscherben gefunden. Weitere Keramikscherben stammen laut dem Bericht von 1874 aus der Umgebung des Grabes. Der Verbleib der Funde ist unklar.